# Glicerat 2-kinaza
Glicerat 2-kinaza (EC 2.7.1.165, D-glicerat-2-kinaza, gliceratna kinaza (formira 2-fosfoglicerat), ATP:(R)-gliceratna 2-fosfotransferaza) je enzim sa sistematskim imenom ATP:D-glicerat 2-fosfotransferaza. Ovaj enzim katalizuje sledeću hemijsku reakciju
ATP + -glicerat {\displaystyle \rightleftharpoons } ADP + 2-fosfo-D-glicerat
Ovaj enzim ima ključnu ulogu u nefosforilativnom Entner-Doudorof putu kod arhaja.

## Literatura
- Nicholas C. Price; Lewis Stevens (1999). Fundamentals of Enzymology: The Cell and Molecular Biology of Catalytic Proteins (Third изд.). USA: Oxford University Press. ISBN 019850229X.
- Eric J. Toone (2006). Advances in Enzymology and Related Areas of Molecular Biology, Protein Evolution (Volume 75 изд.). Wiley-Interscience. ISBN 0471205036.
- Branden C; Tooze J. Introduction to Protein Structure. New York, NY: Garland Publishing. ISBN 0-8153-2305-0.
- Irwin H. Segel. Enzyme Kinetics: Behavior and Analysis of Rapid Equilibrium and Steady-State Enzyme Systems (Book 44 изд.). Wiley Classics Library. ISBN 0471303097.

## Spoljašnje veze
- Glycerate+2-kinase на 